# Lichenophanes californicus
Lichenophanes californicus är en skalbaggsart som först beskrevs av Horn 1878.  Lichenophanes californicus ingår i släktet Lichenophanes och familjen kapuschongbaggar. Inga underarter finns listade i Catalogue of Life.

## Bildgalleri

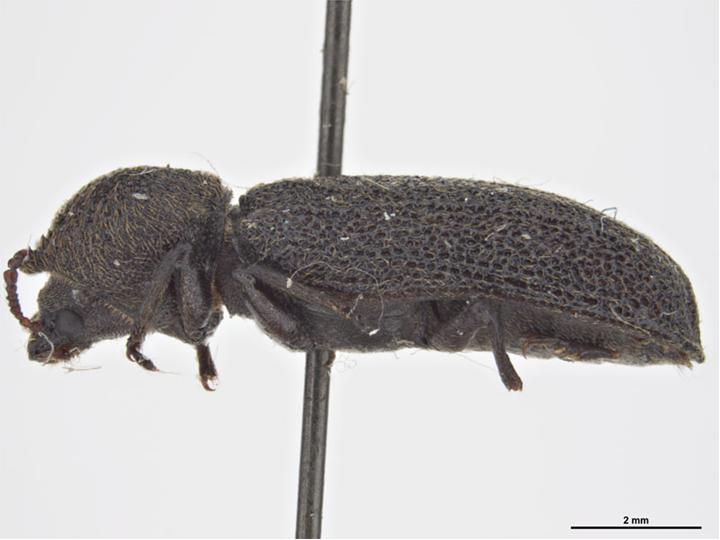